# Geschichte der russischen Philosophie (Senkiwskyj)
Das Buch A History of Russian Philosophy (Geschichte der russischen Philosophie) ist die englische Übersetzung der zweibändigen Istorija russkoi filossofii (russisch История русской философии, wiss. Transliteration Istorija russkoj filosofii; „Geschichte der russischen Philosophie“) von V. V. Zenkovsky (1881–1962), die in Paris bei der YMCA Press erschienen war (1948 und 1950). Sie wurde von George L. Kline (1921–2014) ins Englische übersetzt und erschien 1953 ebenfalls in zwei Bänden in New York und London.
In seinem Nachruf auf den Verfasser bezeichnete Dmitrij Tschižewskij diese Geschichte der russischen Philosophie 1963 als die bis jetzt umfangreichste und vielseitigste Darstellung der Geschichte des russischen Denkens. Auch noch viele Jahre nach seinem Ersterscheinen gilt das Werk als wichtiges Referenzwerk.
In jüngerer Zeit wurde das Werk auch ins Chinesische übersetzt (Beijing: Renmin Chubanshe 2013).

## Gliederung
Das englischsprachige Werk ist untergliedert in die vier Teile: I. On the Threshold of Philosophy (Auf der Schwelle zur Philosophie), II. The Nineteenth Century (Das 19. Jahrhundert), III. The Period of Systems (Die Zeit der Systeme) und IV. The Twentieth Century (Das 20. Jahrhundert). Es umfasst 30 Kapitel:
1. Bis zur Zeit Peters des Großen
2. Das 8. Jahrhundert. Die Krise im ekklesiastischen Bewußtsein. Die Philosophie von Skovoroda
3. Der Anfang der sekulären Kultur in Russland. Philosophische Trends im Russland des 18. Jahrhunderts
4. Philosophie und ihr Pate an den Hochschulen. Mystik aus dem 19. Jahrhundert. Früher Schellingismus. Der neue Humanismus
5. Die 'jungen Männer der Archive'. Venevitinov. Fürst Odojewski. Chaadayev
6. Die Rückkehr zur ekklesiastischen Weltsicht. Gogol. Der Anfang des Slawophilismus, Khomyakov
7. Kireyevski, Samarin, Aksakov
8. Die hegelianischen Kreise. N. V. Stankevich. M. A. Bakunin. V. G. Belinski
9. A. I. Herzen
10. Die philosophische Bewegung in den russischen theologischen Schulen der 1. Hälfte des 19. Jahrhunderts. (Golubinski, Sidonski, Karpov, Avsenev, Gogotski, Yurkevich et al.)
11. Die Krise im russischen Leben. Die Zeit Alexanders II. Die Anfänge des Positivismus und Materialismus in der russischen Philosophie. Chernyshevsk und seine Anhänger. Die weitere Entwicklung des Radikalismus in den 1870eJahren. Chaikovski und die 'Gottmenschen'
12. „Semi-Positivismus“ in der russischen Philosophie des 19. Jahrhunderts. K. D. Kavelin. P. L. Lavrov. N. K. Mikhailovski. N. I. Karayev
13. Die Überwindung der säkularen Orientierung auf einer Grundlage von Naturalismus und Positivismus. N. I. Pirogov. L. N. Tolstoy
14. Die Pochvenniki. Apollon Grigoryev. N. N. Strakhov. F. M. Dostoyevsky
15. K. N. Leontyev. V. V. Rozanov
16. Vladimir Solovyov
17. Solovyov (Fortsetzung)
18. V. D. Kudryavtsev. Erzbischof Nikanor
19. Nesmelov. Tareyev. Karinski. Metropolitan Antoni
20. Nikolai Fjodorow
21. Spätere Hegelianer. Chicherin. Debolski. P. Bakunin
22. Neo-Leibnizianismus in der russischen Philosophie. Kozlov. Askoldov. Lopatin. Lossky
23. Neokantianismus in der russischen Philosophie. Vvedenski, Lapshin, Chelpanov, Hessen, Gurvitch, Jakovenko, Stepun
24. Moderner Positivismus in Russland und die Suche nach einer wissenschaftlichen Philosophie. Lesevich, Grot et al. Vernadski, Mechnikov. Dii minores
25. Allgemeine Merkmale der jüngsten Zeit im russischen Leben. Materialismus, Neomarxismus, Plechanow, Bogdanow, Lenin, sowjetische Philosophie
26. Die religiös-philosophische Renaissance in Russland im 20. Jahrhundert. Mereschkowski und seine Gruppe. Religiöse Neoromantik (Nikolai Berdjajew). Irrationalismus (Leo Schestow)
27. Die Fürsten Serge und Eugene Trubetskoi
28. Metaphysik auf Grundlage des Transzendentalismus. Spir. Vysheslavtsev. Struve. Novgorodtsev. Die philosophische Suche von I. A. Ilyin. Die Husserlianer (Gustav Speth, Alexei Lossew)
29. Metaphysik der All-Einheit. (I) Die Systeme von L. P. Karsavin und S. L. Frank
30. Metaphysik der All-Einheit. (II) Pater P. Florenski und Pater S. Bulgakov

(Anhang)